# Audubons zanger
De Audubons zanger (Setophaga auduboni synoniem:Dendroica auduboni) is een vogel die behoort tot de familie van Amerikaanse zangers.

## Kenmerken
Dit kleine vogeltje heeft een gele kop en keel met gele vlekken op de zijkanten. De vleugels zijn grijsblauw met witte randen aan de veren. De lichaamslengte bedraagt 13 cm.

## Leefwijze
Het voedsel van deze vogel bestaat voornamelijk uit insecten, die hij in de vlucht vangt.

## Verspreiding en leefgebied
Deze bosbewonende soort komt voor van Zuid-Canada tot Californië en Arizona in Douglasdennen en telt twee ondersoorten:
- S. a. auduboni: noordelijk en westelijk Noord-Amerika.
- S. a. nigrifrons: het noordelijke deel van Centraal-Mexico.